# Vertagopus sarekensis
Vertagopus sarekensis är en urinsektsart som först beskrevs av Einar Wahlgren 1906.  Vertagopus sarekensis ingår i släktet Vertagopus, och familjen Isotomidae. Arten är reproducerande i Sverige.